# Abbaye Notre-Dame de la Faise
L’abbaye de la Faise (parfois orthographiée Faize ou Faire) est une ancienne abbaye cistercienne située sur le territoire de l'actuelle commune des Artigues-de-Lussac, en Gironde. Elle est particulièrement connue pour avoir été petit à petit restaurée par l'historien Maurice Druon.

## Histoire

### Fondation
L'abbaye est fondée en 1137 (ou 1147 selon certaines sources) par les moines de l’Abbaye de Cadouin, avec l'aide de Pierre, comte de Châtillon (ou de Castillon),.
Une des missions des moines, en plus des missions habituelles d'aide technique et agricole aux paysans de la région, était l'accueil des pèlerins se rendant à Saint-Jacques-de-Compostelle, l'abbaye étant située à la convergence de deux des quatre principales routes, la Via Turonensis et la Via Lemovicensis.

### Commende
L'abbaye, à partir de la fin du Moyen Âge, tombe sous le régime de la commende : elle est dirigée par un abbé qui n'est plus un moine, mais une personne extérieure à l'abbaye, et qui en tire à lui le revenu (4 500 livres en 1764). Parmi les abbés commendataires, on trouve deux membres de la famille de Montesquieu, son oncle Joseph de Secondat de Montesquieu (de 1666 à 1725) et Charles Louis de Secondat de Montesquieu (de 1725 à 1754).
L'abbaye est en grande partie détruite par les guerres de Religion. Une partie des bâtiments est reconstruite au XVIIe siècle. C'est le maître Étienne Jacolin qui est choisi pour reconstruire le cloître.
En 1709, le Grand hiver fait de nombreux morts à Lussac ; les moines viennent en aide à la population.

### Destruction à la Révolution
| - Dessin de 1854 |

Vendue comme bien national à la Révolution française (le  14 mai 1791), l'abbaye est en grande partie détruite. Ne reste intact que le bâtiment conventuel. 

### Époque contemporaine
De 1972 à 2009, Maurice Druon dirige de grands travaux de restauration de l'abbaye où il est inhumé à sa mort le 14 avril 2009.

## Architecture et description

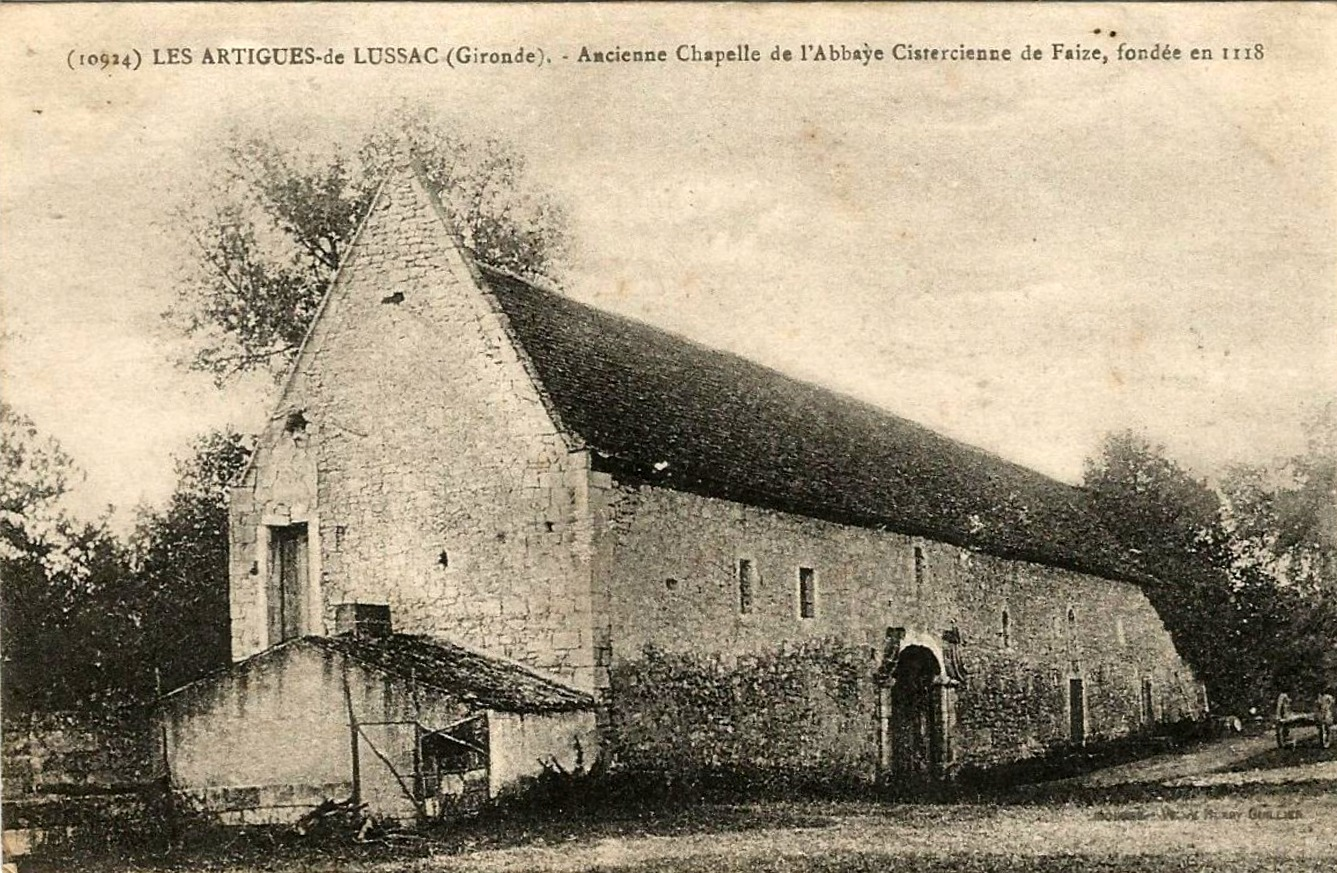
Ancienne chapelle de l'Abbaye

## Filiation et dépendances
Notre-Dame de la Faise est fille de l'abbaye de Cadouin.